# Шейн, Боб
Боб Шейн (также известный как Роберт Касл Шон; 1 февраля 1934, Хило, США — 26 января 2020, Финикс, США) — американский певец и гитарист, один из основателей Кингкстрнского трио. Имел огромную популярность в конце 1950-х и в середине 1960-х годов благодаря тому, что являлся значимой фигурой в возрождении народной музыки в США.

## Ранняя жизнь
Шейн родился 1 февраля 1934 года в Хило. Его отец Артур Кастл был родом из Гавайи и являлся оптовым дистрибьютором игрушек и спортивных товаров, а мать Маргарет Кастл была родом из Солт-Лейк-Сити. Шейн посещал престижную школу Пунахо с уклоном на коренную гавайскую культуру, в особенности музыку. В школе он научился играть на укулеле, а затем на гитаре. Именно в школе он познакомился с гитаристом Дэйвом Гардом.

## Кингстон трио

### Формирование Кингстон трио
После окончания школы в 1952 году, Шейн поступил в колледж Менло, а Гард поступил в близлежащий Стэнфордский университет. В Менло он познакомился с певцом Ником Рейнольдсом, который был родом из Сан-Диего, а затем познакомил Рейнольдса с Гардом и с тех пор, все трое начали выступать вместе. Их группа ходила под разными названиями и не имела профессиональных качеств. Их заработок был мал, из-за чего, вскоре Шейн бросает колледж и возвращается на Гавайи, чтобы работать в семейном бизнесе. Но тем не менее, он обнаружил в себе склонность к музыке и по ночам занимался сольной карьерой на Гавайях. В течение этого периода он познакомился с легендой Джошем Уайтом, который помог ему усовершенствовать свой гитарный стиль. В это же время, в Калифорнии Гуард и Рейнольдс создали группу под названием «Кингстон квартет» с басистом Джо Гэнноном и его невестой, вокалисткой Барбарой Боуг. Первое их выступление прошло в клубе под названием Итальянская деревня в Сан-Франциско, куда они пригласили публициста Фрэнка Вербера, который был впечатлен талантом Гуарда и Рейнольдса, но менее впечатлен Ганноном и его невестой. Поэтому он предположил Рейнольдсу и Гарду избавиться от Гэннона и Боуг. Тем не менее, они всё ещё нуждались в вокалисте-гитаристе и они сочли Шейна третьим участником группы, попросив его вернуться в Калифорнию, что он и сделал весной 1957 года. Они составили неофициальное соглашение, которое заключалось в их партнерстве. В результате, они создали группу и выбрали название «Кингстон трио», в честь тогдашней популярной музыки Калипсо, которая исходила из Кингстона и передавала атмосферу Ямайки.

### Кингстон трио: в пик популярности 1957—1967

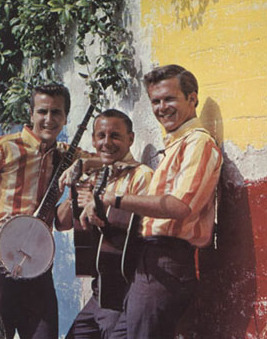
Кингстон трио: Джон Стюарт, Ник Рейнольдс, Боб Шейн

Под строгим руководством Вербера они начали почти ежедневные репетиции в течение нескольких месяцев, также у них был инструктаж от известного тренера по вокалу в Сан-Франциско, Джуди Дэвиса. Первым успехом группы стало лето 1957 года, когда Вербер уговорил руководство небольшого ночного клуба, нанять трио на неделю. Гармония, разнообразный жанр и тщательно отрепетированные песни мгновенно возвысили их на глазах администрации клуба и они выступали там ещё 6 месяцев. В это время Вербер использовал местную популярность Кингстон трио, чтобы заинтересовать звукозаписывающие компании и вот после нескольких неудач, группа заключила контракт с Capitol Records, записав свой первый альбом, за три дня в феврале 1958. Продюсером был уже легендарный Войл Гилмор, который принял решения о том, чтобы добавить к записям басиста. Он также решил, что группа должна быть записана без дополнительных оркестровых инструментов, что было необычно для того времени и оба решения стали характерными почти для всех последующих записей и живых выступлений группы. Их альбом был выпущен в июне 1958 года, когда группа начинала переход в более известный ночный клуб «Hungry I» в Сан-Франциско. Неохотный отдел маркетинга Capitol Records выпустил песню в качестве сингла 8 августа 1958 года и она заняла первое место в чартах Billboard и Variety, продав миллион копий и заработав одну из первых золотых записей. Это событие положило начало замечательной эпохе записывающего и исполняющего акта для группы. Уже в 1959 году группа выпустила четыре альбома, три из которых достигли статуса № 1, а все четыре попали в первую десятку Billboard, что было большим успехом для группы. В сумме 30 из их альбомов вошли в первую десятку Billboard, пять из них заняли первое место, а первый альбом оставался в чартах целых 195 недель. Полдюжины синглов также попали в топ 100. Группа проводила более 200 концертов в год, а также приглашалась на различные фестивали и лучшие ночные клубы. Однако именно в этот период между Шейном и Гардом возник конфликт, а именно о музыкальном направлении группы и финансовом положении. Шейн, Рейнольдса, и Вербер решили избавиться от Гарда и занялись поясками замены. Их выбор пал на Джона Стюарта, молодого народного исполнителя и композитора, который написал множество известных песен. Они продолжали совместную работу ещё 6 лет и выпустили девять альбомов с Capitol и множество синглов. Все это длилось до момента, пока не спустился рост продаж, из-за более интересных и крупных фолк и поп композиторов, «Бич Бойз» и «Битлз». Эта ситуация заставила группу переехать в студии Decca записей, после чего, они выпустили ещё четыре альбома.

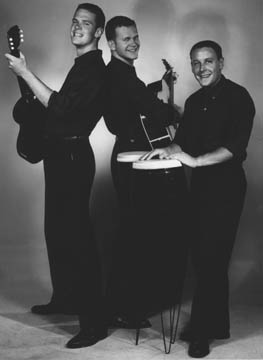
Кингстон трио: Дэйв Гард, Боб Шейн, Ник Рейнольдс

### Формирование нового Кингстон трио: 1969—1976
Шейна не устраивал распад группы, так как он считал, что она поспособствует переменам в музыке. Он решил остаться в этом бизнесе и стал экспериментировать, как с сольными работами, так и с различными фолк исполнителями. Но в 1969 году он решил уйти с группы и создать свою, попросив у Рейнольдса и Вербера, взять её название, с условием, что соберет группу такого же музыкального жанра и добавит слово «Новая». В итоге, он организовал две труппы под названием «Новое Кингстон трио». Первая группа была активной с 1976 по 1973 года и состояла из гитариста Пэта Хорина и банджоиста Джима Коннора, а вторая была активной с 1973 по 1976 года и состояла из гитариста Роджера Гамбилла и банджоиста Билла Цорна. Но в результате обе эти группы сделали большой вклад в музыку, но ни одна из них не вызвала большого интереса со стороны поклонников и общества в целом.

### Кингстон трио, воссоединение и выход на пенсию: 1976—2004

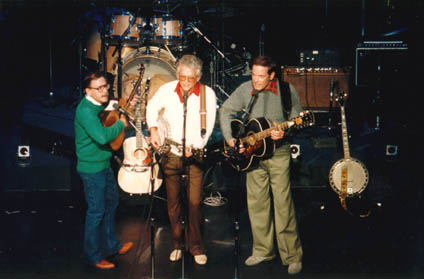
Концерт «Воссоединения» 1981 Года: Ник Рейнольдс, Боб Шейн, Дэйв Гард

В конце 1976 года Билл Цорн захотел продолжить сольную карьеру и покинул группу. Чтобы заменить его, Шейн нашел молодого певца по имени Джордж Гроув. Осознав, что самым большим преимуществом группы было само название, Шейн выкупил права на название у Рейнольдса и Вербера и вся последующая карьера труппы была известна как Кингстон трио. В течение многих лет персонал в группе несколько раз менялся, но Шейн и Гроув оставались постоянными. В 1981 году продюсеры телеканала «PBS» Джоан Янг и Пол Сурратт предложили Шейну провести объединённый концерт, старых и новых составов кингстонского трио в качестве сбора средств. В результате концерт был проведён и записан на пленку в парке развлечений Magic Mountain в Валенсии, в ноябре 1981 года. В марте 2004 года Боб Шейн перенес сердечный приступ, который вынудил его уйти в отставку, хотя изначально, он планировал вернуться в группу после своего выздоровления, однако этого не произошло. Его сменил бывший член Кингстон трио Билл Цорн, несмотря на то, что именно Шейн привёл группу к успеху.

## Личная жизнь
Он был женат на Луизе Брэндон на протяжении 23 лет и у них было 5 детей и 8 внуков, но затем в 2000 году они развелись и он женился на Бобби Чайлдресс. Он умер 26 января 2020 года в Финиксе, в возрасте 85 лет.